# Murdannia lanceolata
Murdannia lanceolata là một loài thực vật có hoa trong họ Commelinaceae. Loài này được (Wight) Kammathy mô tả khoa học đầu tiên năm 1982.